# Hydractinia exigua
Hydractinia exigua är en nässeldjursart som först beskrevs av Ernst Haeckel 1879.  Hydractinia exigua ingår i släktet Hydractinia och familjen Hydractiniidae. Inga underarter finns listade i Catalogue of Life.